# Транспорт в Херсоне
В Херсоне работают автобусный и троллейбусный виды транспорта также маршрутные такси. Город соединен железной дорогой, автобусными маршрутами, морским транспортом и аэропортом с разными городами и портами.

## Основной городской транспорт
Основным транспортом города являются троллейбусы, автобусы и маршрутные такси

### Троллейбус
10 июня 1960 года в Херсоне начал свой первый рабочий день троллейбус МТБ-82Д. Он ходил по одному единственному маршруту: от железнодорожного вокзала до улицы Хороводной (ныне улица Ладычука). Тогда работало всего 6 троллейбусов, а протяженность первого маршрута составляла около 7 км. С 8 июня 1988 года в Херсоне начались активно использоваться троллейбусные поезда Владимира Веклича сцепленные из двух машин ЗиУ-682.
Дата открытия движения: 10 июня 1960 г.
- Наименование перевозчика: ГКП «Херсонэлектротранс»
- Количество маршрутов: 7 (на 1 февраля 2018 г.)
- Стоимость проезда: 2,50 грн.
- Принцип оплаты: оплата водителю-кондуктору контролеру .
- Время работы: 5.45 — 20.30
- Количество троллейбусных депо: 1
- Количество троллейбусов в парке: 45 (на 23 февраля 2018 г.)
- Самый старый троллейбус: ЗиУ-682В [В00] № 407 (357), 1987 г.в.
- Самые новые троллейбусы: Богдан Т 701.17 № 493-496, 2017-2018 г.в.

### Автобус
29 сентября 1927 года из Москвы в Херсон прибыли первые три автобуса марки «Я-3», собранные на заводах «Автопромторга». До этого времени основным видом транспорта были лакированные экипажи, фаэтоны с керосиновыми лампами-фонарями, запряженные лошадьми. Пользоваться таким транспортом могли только состоятельные люди. Большинство ходило пешком, особенно когда идти надо было на короткое расстояние. Конный транспорт для перевозки грузов и людей преобладал и в первые годы после революции.

## Авиационный транспорт
Представлен международным аэропортом
- Международный аэропорт «Херсон» — Современный международный аэропорт, с пропускной способностью до 100 пассажиров в час.

Название: Коммунальное предприятие Херсонского областного Совета «Херсонские авиалинии»
Адрес: Аэропорт ГА, г. Херсон, 73000, Украина
Телефон: +38(0552) 33-71-87
Факс: +38(0552) 33-71-81
Директор — Агафонов Ярослав Иванович
Услуги: перевозка пассажиров
- Основан в: 1946 г.
- Местонахождение: Херсонская обл., пос. Чернобаевка
- Код ITAO: KHE
- Код ICAO: UKOH
- Внутренний код: ХРС
- Класс ВПП: В
- Превышение: 45 м
- Характеристика ВПП: смешанного типа, 2500×42 м, PCN 30/R/C/X/T, 100 т
- ССО: ОМИ М-2/2
- Местное время (UTC): +2/+3
- Режим работы (UTC): лето — 06.00-15.00; зима — 07.00-14.00
- Принимаемые воздушные суда (ВС): Ту-154, Ту-134, Ан-12, Ан-24, Як-40, Ан-32, Ан-26, Як-42, Ил-76, Ми-26, Ми-8, Л-410, вертолеты всех типов
- Дополнительная информация:

1961 г. — прием первого рейса самолета Ан-24 из Киева;
1979 г. — переход в пос. Чернобаевку;
наличие таможенного поста, служб ветеринарного, карантинного и санитарного контроля.
Официальный сайт Аэропорт «Херсон».

## Водный транспорт
Водный транспорт Херсона представлен морским и речным портом и двумя речморвокзалами.
С 2006 г. увеличилось количество рейсов. Теплоходы отправляются не в один из выходных, а каждый выходной. Время отправления при этом не изменяется и совпадает со временем отправления в будние дни. Навигация начинается с марта.
Рейсы проводятся не только по реке Днепр, а также в Днепровский лиман.
- Херсонский морской торговый порт
- Херсонский речной порт
- Херсонский речморвокзал

## Железнодорожный транспорт
В состав железнодорожного транспорта входят железнодорожный вокзал, локомотивное и вагонное депо и железнодорожные станции Херсон-порт, Херсон-восточный, Киндийка, Путейская.